# Cyphoderris strepitans
Cyphoderris strepitans är en insektsart som beskrevs av Morris, G.K. och Gwynne 1978. Cyphoderris strepitans ingår i släktet Cyphoderris och familjen Prophalangopsidae. Inga underarter finns listade i Catalogue of Life.